# Colaspidea globosa
Colaspidea globosa — вид хризомелин семейства листоедов.

## Распространение
Распространён в Испании и Южной Франции.